# 素巴猜·贾德
素巴猜·贾德（ศุภชัย ใจเด็ด，1998年12月1日—），泰国足球运动员，司职前锋。現效力於泰超俱乐部武里南联，也代表泰国国家足球队。

## 荣誉

### 俱乐部
武里南联
- 泰國甲組足球聯賽冠军：2017、2018、2021–22
- 泰國足總盃冠军：2021–22
- 泰國聯賽盃冠军：2021–22
- 湄公河球會錦標賽冠军：2016
- 泰國冠軍盃冠军：2019、2021、2022

### 国家队
泰国U19
- 东南亚足协U-19青年锦标赛冠军：2015

泰国
- 东南亚足球锦标赛冠军：2020